# Château d'Urbillac
Le château d'Urbillac est un château situé sur la commune de Lamastre dans le département de l'Ardèche.